# Casper Ruud
Casper Ruud, född 22 december 1998, är en norsk tennisspelare. Hans far, Christian Ruud, är också en tennisspelare som spelat på ATP-touren. Efter hans framgångsrika år 2021 och 2022 ses han av många åskådare som den största nordiska talangen sedan Mats Wilanders och Stefan Edbergs dagar.

## Karriär
6 juni 2022 blev Ruud den förste norrman att spela final i en Grand Slam. Han besegrades i Franska öppna av Rafael Nadal som tog sin 14:e titel i den turneringen. I februari 2020 blev Ruud den förste norrmannen att vinna en titel på ATP-touren då han besegrade Pedro Sousa i finalen av Argentina Open. I mars 2020 blev det en andraplats för Ruud vid Chile Open, efter en finalförlust mot Thiago Seyboth Wild.
I maj 2021 tog Ruud sin andra ATP-titel då han besegrade Denis Shapovalov i finalen av Geneva Open.

## ATP-finaler

### Singel: 25 (13 titlar, 12 andraplatser)
| Teckenförklaring |
| ---------------- |
| Grand Slam (0–3) |
| ATP Finals (0–1) |
| ATP 1000 (1–2)   |
| ATP 500 (1–2)    |
| ATP 250 (11–4)   |

| Finaler efter underlag |
| ---------------------- |
| Hard court (1–6)       |
| Grus (12–6)            |
| Gräs (0–0)             |

| Resultat | V–F   | Datum          | Turnering                                | Kategori   | Underlag       | Motståndare         | Resultat                |
| -------- | ----- | -------------- | ---------------------------------------- | ---------- | -------------- | ------------------- | ----------------------- |
| Tvåa     | 0–1   | April 2019     | U.S. Men's Clay Court Championships, USA | 250 Series | Grus           | Cristian Garín      | 6–7(4–7), 6–4, 3–6      |
| Vinnare  | 1–1   | Februari 2020  | Argentina Open, Argentina                | 250 Series | Grus           | Pedro Sousa         | 6–1, 6–4                |
| Tvåa     | 1–2   | Mars 2020      | Chile Open, Chile                        | 250 Series | Grus           | Thiago Seyboth Wild | 5–7, 6–4, 3–6           |
| Vinnare  | 2–2   | Maj 2021       | Geneva Open, Schweiz                     | 250 Series | Grus           | Denis Shapovalov    | 7–6(8–6), 6–4           |
| Vinnare  | 3–2   | Juli 2021      | Swedish Open, Sverige                    | 250 Series | Grus           | Federico Coria      | 6–3, 6–3                |
| Vinnare  | 4–2   | Juli 2021      | Swiss Open, Schweiz                      | 250 Series | Grus           | Hugo Gaston         | 6–3, 6–2                |
| Vinnare  | 5–2   | Juli 2021      | Austrian Open, Österrike                 | 250 Series | Grus           | Pedro Martínez      | 6–1, 4–6, 6–3           |
| Vinnare  | 6–2   | Oktober 2021   | San Diego Open, USA                      | 250 Series | Hard court     | Cameron Norrie      | 6–0, 6–2                |
| Vinnare  | 7–2   | Februari 2022  | Argentina Open, Argentina (2)            | 250 Series | Grus           | Diego Schwartzman   | 5–7, 6–2, 6–3           |
| Tvåa     | 7–3   | April 2022     | Miami Open, USA                          | ATP 1000   | Hard court     | Carlos Alcaraz      | 5–7, 4–6                |
| Vinnare  | 8–3   | Maj 2022       | Geneva Open, Schweiz (2)                 | ATP 250    | Grus           | João Sousa          | 7–6(7–3), 4–6, 7–6(7–1) |
| Tvåa     | 8–4   | Juni 2022      | Franska öppna, Frankrike                 | Grand Slam | Grus           | Rafael Nadal        | 3–6, 3–6, 0–6           |
| Vinnare  | 9–4   | Juli 2022      | Swiss Open, Schweiz (2)                  | ATP 250    | Grus           | Matteo Berrettini   | 4–6, 7–6(7–4), 6–2      |
| Tvåa     | 9–5   | September 2022 | US Open, USA                             | Grand Slam | Hard court     | Carlos Alcaraz      | 4–6, 6–2, 6–7(1–7), 3–6 |
| Tvåa     | 9–6   | November 2022  | ATP-slutspelet, Italien                  | ATP Finals | Hard court (i) | Novak Djokovic      | 5–7, 3–6                |
| Vinnare  | 10–6  | April 2023     | Estoril Open, Portugal                   | ATP 250    | Grus           | Miomir Kecmanović   | 6–2, 7–6(7–3)           |
| Tvåa     | 10–7  | Juni 2023      | Franska öppna, Frankrike                 | Grand Slam | Grus           | Novak Djokovic      | 6–7(1–7), 3–6, 5–7      |
| Tvåa     | 10–8  | Juli 2023      | Swedish Open, Sverige                    | ATP 250    | Grus           | Andrej Rubljov      | 6–7(3–7), 0–6           |
| Tvåa     | 10–9  | Februari 2024  | Los Cabos Open, Mexiko                   | ATP 250    | Hard court     | Jordan Thompson     | 3–6, 6–7(4–7)           |
| Tvåa     | 10–10 | Mars 2024      | Abierto Mexicano Telcel, Mexiko          | ATP 500    | Hard court     | Alex de Minaur      | 4–6, 4–6                |
| Tvåa     | 10–11 | April 2024     | Monte Carlo Masters, Monaco              | ATP 1000   | Grus           | Stefanos Tsitsipas  | 1–6, 4–6                |
| Vinnare  | 11–11 | April 2024     | Barcelona Open, Spanien                  | ATP 500    | Grus           | Stefanos Tsitsipas  | 7–5, 6–3                |
| Vinnare  | 12–11 | Maj 2024       | Geneva Open, Schweiz (3)                 | ATP 250    | Grus           | Tomáš Macháč        | 7–5, 6–3                |
| Tvåa     | 12–12 | Februari 2025  | Dallas Open, USA                         | ATP 500    | Hard court (i) | Denis Shapovalov    | 6–7(5–7), 3–6           |
| Vinnare  | 13–12 | Maj 2025       | Madrid Open, Spanien                     | ATP 1000   | Grus           | Jack Draper         | 7–5, 3–6, 6–4           |